# Quartara
La quartara è un recipiente in terra, dalle antiche origini contadine, di medie dimensioni e fornito di due grossi manici nella parte superiore; molto simile ad una giara, è usato da millenni in Sicilia per trasportare e conservare acqua o vino.
Una versione più piccola, ma di forma simile, veniva usata per tenere e rinfrescare l'acqua da bere; veniva chiamata u bummulu. Le quartare vengono oggi acquistate a scopo decorativo dell'arredamento di rustici e ville di campagna.
Con il passare del tempo, alle quartare di terracotta si sono affiancate quelle in lamiera, più leggere e maneggevoli, ma, essendo meno indicate per l'uso con l'acqua, esse venivano invece spesso usate per l'olio.
L'esterno della quartara è spesso tipicamente decorato, ma quelle per l'uso giornaliero venivano lasciate senza decorazione.
Un uso particolare delle quartare era quello per cui, in occasione di feste popolari, esse venivano usate come strumento musicale: soffiandoci dentro, il vaso emette un suono cupo, usato come accompagnamento musicale nella musica folclorica siciliana.

## Proverbi siciliani
- Tu fai manichi e quartari ("Tu fai sia i manici che le anfore": detto di chi vuol fare tutto da sé).
- Tantu va 'a quartara all'acqua, o si rumpi o si ciacca ("Tante volte va l'anfora all'acqua che o si rompe o si  fessura!": detto nel senso che la pazienza prima o poi finirà).